# Hombleux
Hombleux ist eine französische Gemeinde mit 1.119 Einwohnern (Stand 1. Januar 2022) im Département Somme in der Region Hauts-de-France.
Sie entstand als namensgleiche Commune nouvelle mit Wirkung vom 1. Januar 2019 durch die Zusammenlegung der bisherigen Gemeinden Hombleux und Grécourt, denen in der neuen Gemeinde den Status einer Commune déléguée nicht zuerkannt wurde. Der Verwaltungssitz befindet sich im Ort Hombleux.

## Gliederung
| Ortsteil                     | ehemaliger INSEE-Code | Fläche (km²) | Einwohnerzahl (2016) |
| ---------------------------- | --------------------- | ------------ | -------------------- |
| Grécourt                     | 80389                 | 02,34        | 0021                 |
| Hombleux (Verwaltungssitz)00 | 80442                 | 13,47        | 1152                 |

## Geographie
Die Gemeinde liegt an der Départementsstraße D930 von dem 8 km westlich gelegenen Nesle nach Ham, südlich des Canal de la Somme und östlich des Canal du Nord. Zu Hombleux gehört der Ortsteil Bacquencourt, der sich bis zum Petit Ingon erstreckt, aber den Canal du Nord nicht erreicht, und den eine Brücke mit Breuil verbindet. Der Ortsteil Canisy im Nordosten der Gemeinde reicht bis an den Canal de la Somme und wird vom Bach Allemagne durchquert.

## Sehenswürdigkeit

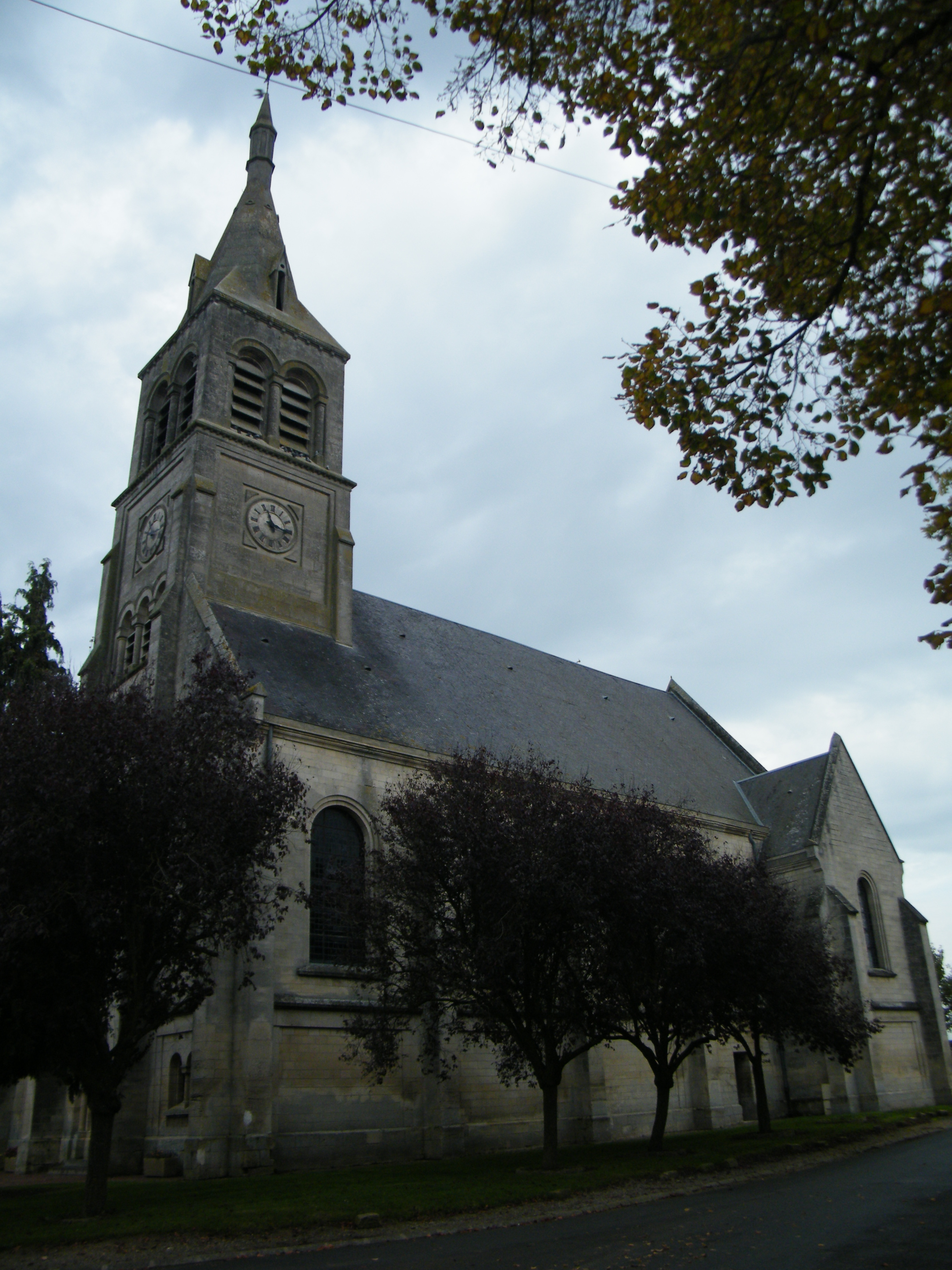
Kirche Saint-Médard

- Kirche  Saint-Médard